# Physetica distracta
Physetica distracta là một loài bướm đêm trong họ Noctuidae.